# Wolô
Wolodymir Boruszewski, mais conhecido como Wolô (São Paulo, 15 de junho de 1951), é um engenheiro aeronáutico, pesquisador, professor universitário, cantor, compositor, violonista e arranjador.
Gravou quatro discos (três LPs e um CD), em sua carreira musical, um dos pioneiros do rock cristão no Brasil.
Seu trabalho de estreia, O que a Lua não Pôde, não Pode e não Poderá, foi considerado, por vários historiadores, músicos e jornalistas, o 29º maior álbum da música cristã brasileira, em uma publicação de 2015.
Descendente de ucranianos, é mestre em meteorologia pelo INPE e doutor em Engenharia Aeronáutica, na área de Estruturas e Mecânica dos Sólidos, pelo ITA. Atualmente, é professor da Universidade Presbiteriana Mackenzie.

## Discografia
- 1974: O que a Lua não Pôde, não Pode e não Poderá
- 1978: Cristal
- 1985: Pai Nosso, de Verdade!
- 1999: Espiritualmente